# Chonchi (kommun)
Chonchi är en kommun i Chile.   Den ligger i provinsen Provincia de Chiloé och regionen Región de Los Lagos, i den södra delen av landet, 1 100 km söder om huvudstaden Santiago de Chile.
I omgivningarna runt Chonchi växer i huvudsak blandskog. Runt Chonchi är det glesbefolkat, med 8 invånare per kvadratkilometer.